# Église Saint-Pierre-et-Saint-Paul d'Évry-Courcouronnes
L'église Saint Pierre et Saint Paul est située dans quartier dit «des coteaux» de l'ancien village d'Évry-Petit-Bourg faisant partie de la nouvelle commune d'Évry-Courcouronnes.

## Histoire
Le début de la construction de l'église Saint Pierre d'Évry est estimé entre 1100 et 1200. Construite dans le style gothique elle était orientée nord-sud. Il ne subsiste de cette époque que le chœur et la partie droite du transept. À la suite de la guerre de Cent Ans elle tombe en ruines.
Elle fut reconstruite aux XVIIe et XVIIIe siècles avec une orientation est-ouest plus classique. La façade pignon est percée d’une porte et d’une baie en plein-cintre. Le clocher hexagonal est situé au dessus de l'entrée. La nef unique en léger contre-bas par rapport à l'entrée mesure 15 mètres de long. Le toit est en bâtière. Le chevet est plat. La chapelle de la Vierge, dans le bras gauche du transept a été construite au XIXe siècle.
La nef est couverte d'un voûte en berceau lambrissée à charpente apparente. Le chœur est doté d’une voûte d’ogives ainsi que la chapelle sud du transept.
En 1741 la paroisse a pris le nom de Saint Pierre et Saint Paul.

## Description

### Mobilier et décoration
Les fonts baptismaux en marbre rouge, placés dans le fond de l'église ont été offerts par le Duc d'Antin, seigneur de Petit-Bourg et fils de la Marquise de Montespan.
Dans la chapelle de droite du transept, piscine du XIIe siècle.

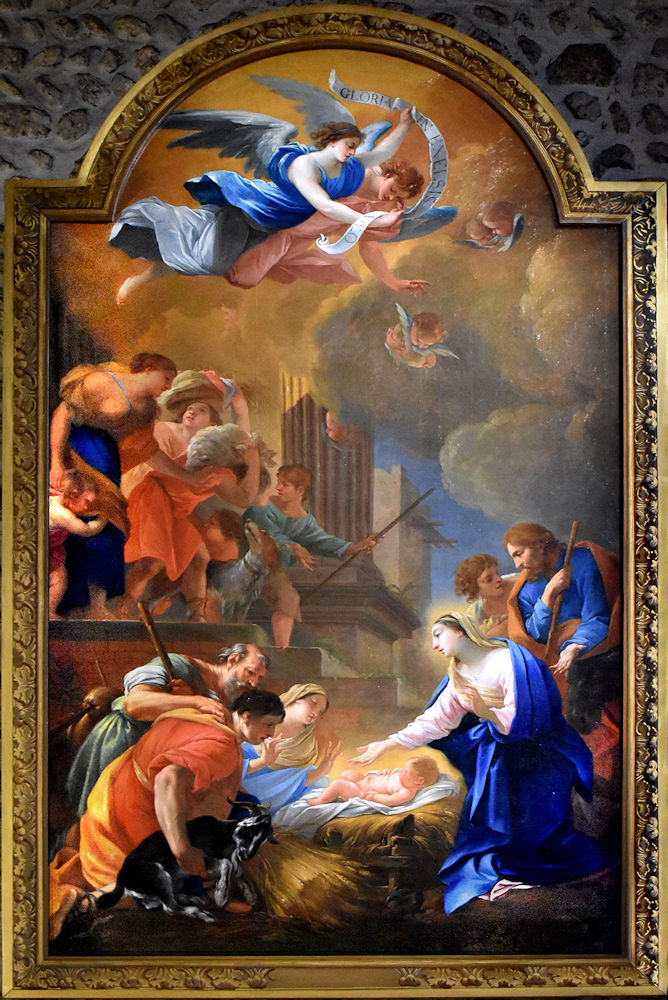
L'Adoration des Bergers.

Sur le mur sud de la nef, l'Adoration des Bergers du peintre Simon Vouet, initialement placée dans le fond du chœur a été retrouvé en 2016 et restauré en 2021.
Lors de la restauration des années 1920 une sculpture art-déco a été mise en place dans le fond du chœur. Elle représente une crucifixion entourée de la Vierge et de Saint Jean. Le Christ est entouré de trois médaillons évoquant les Saints Patrons de l'église : la croix inversée de Saint Pierre et la couronne du vainqueur, un bateau pour les voyages de Saint Paul et la tiare avec les clés de Saint Pierre.

### Cloches
L'unique cloche, Lucie-Mathilde, a été offerte en 1859 par la famille Revenaz-Pastré, une célèbre famille d'Évry.

### Les vitraux
Les vitraux modernes figuratifs ont été réalisés par les Bénédictins de Saint Benoît sur Loire lors de la dernière restauration de l'édifice en 1977.
Ils représentent dans la nef en allant vers le chœur :
A droite : Jugement de Ponce Pilate, Apocalypse, la femme qui fuit au désert et l'enfant-roi, la Jérusalem céleste et l'Agneau Pascal
A gauche : Les noces de Cana, le sermon sur la montagne, la Cène le Jeudi Saint
Dans le transept : L'arbre de Jessé, groupe de trois vitraux : Saint Pierre, le Christ de la Transfiguration, Saint Paul

### Galerie

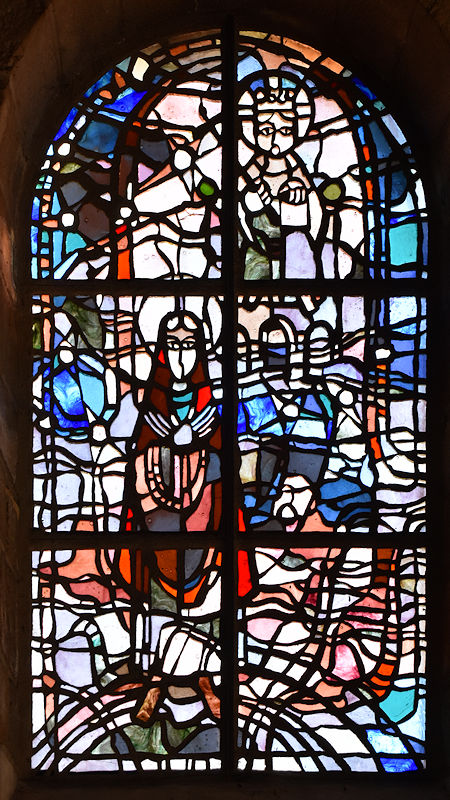
Apocalypse, la femme qui fuit au désert avec l'enfant roi
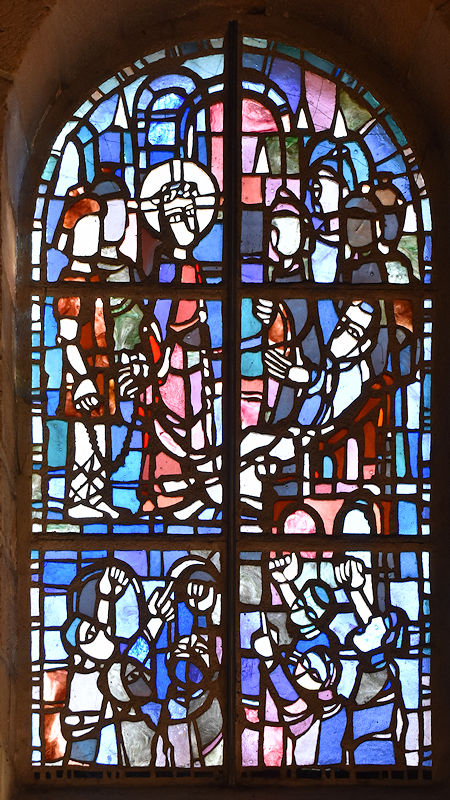
Le jugement par Ponce Pilate
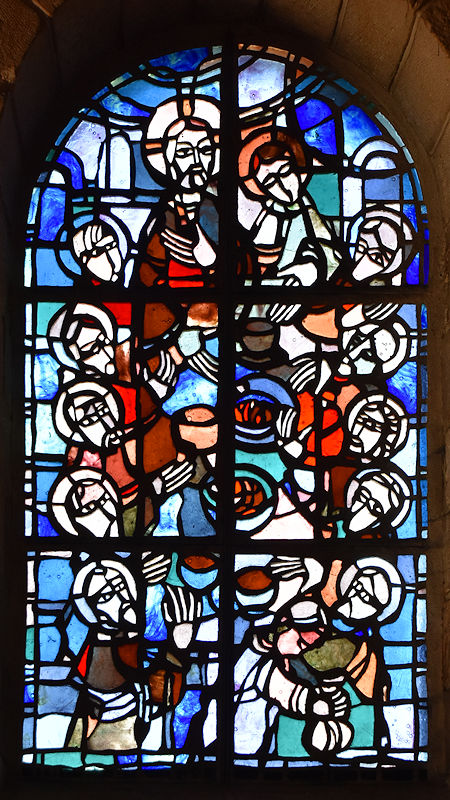
La Cène
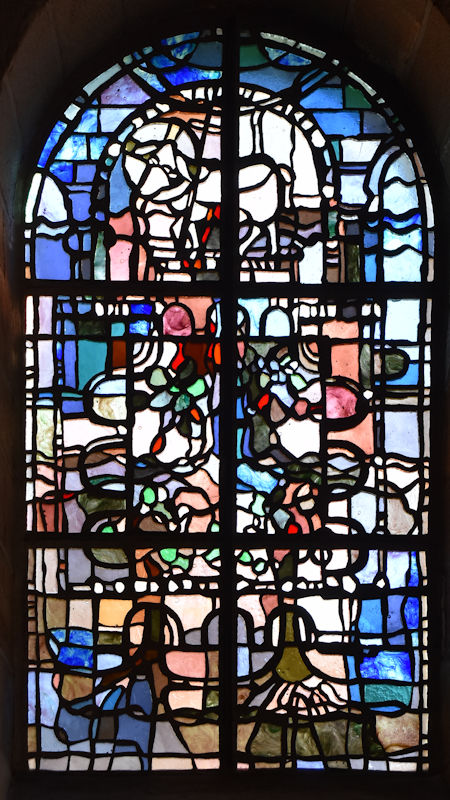
La Jérusalem céleste
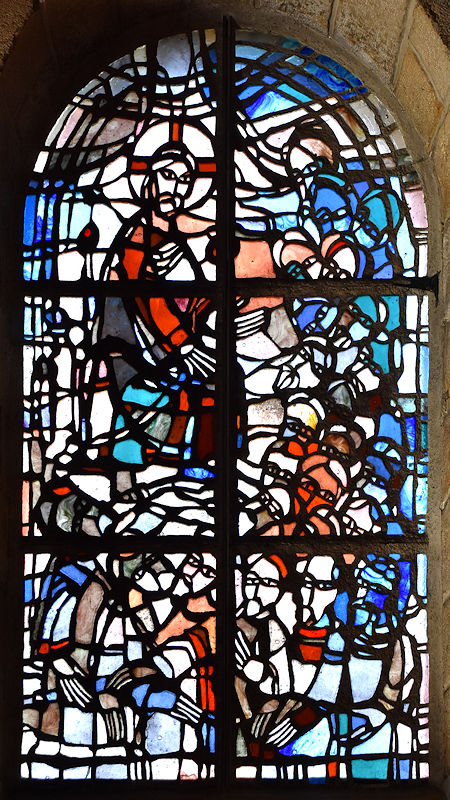
Le sermon sur la montagne
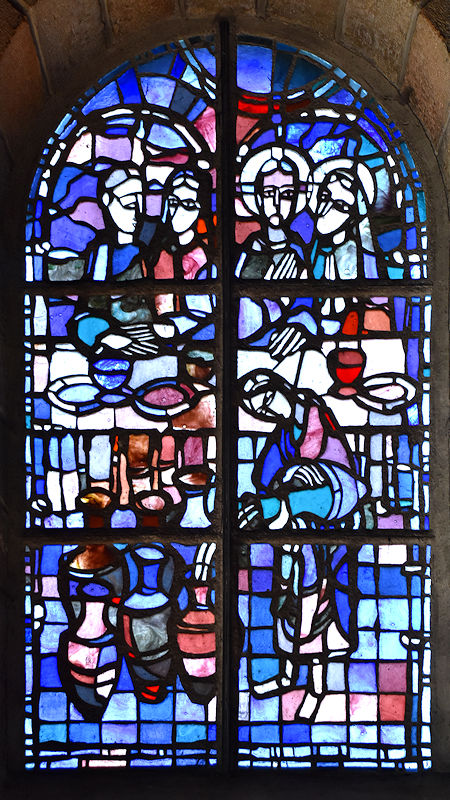
Les noces de Cana
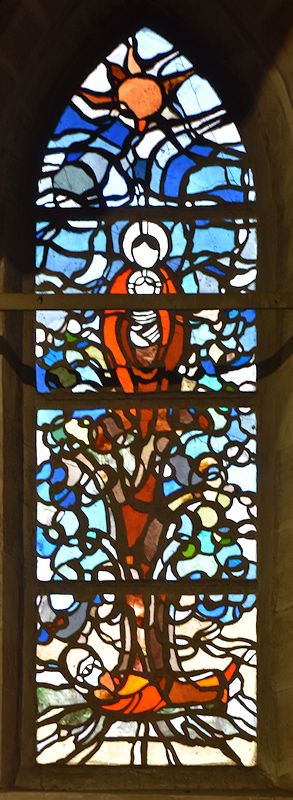
L'arbre de Jessé
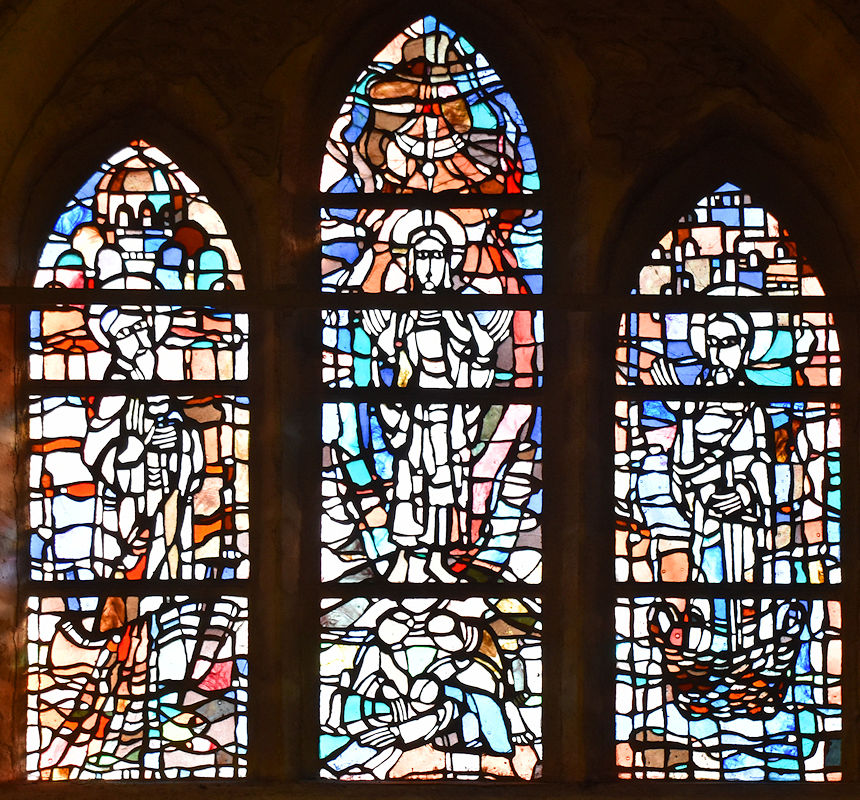
Saint Pierre, le Christ de la Transfiguration, Saint Paul
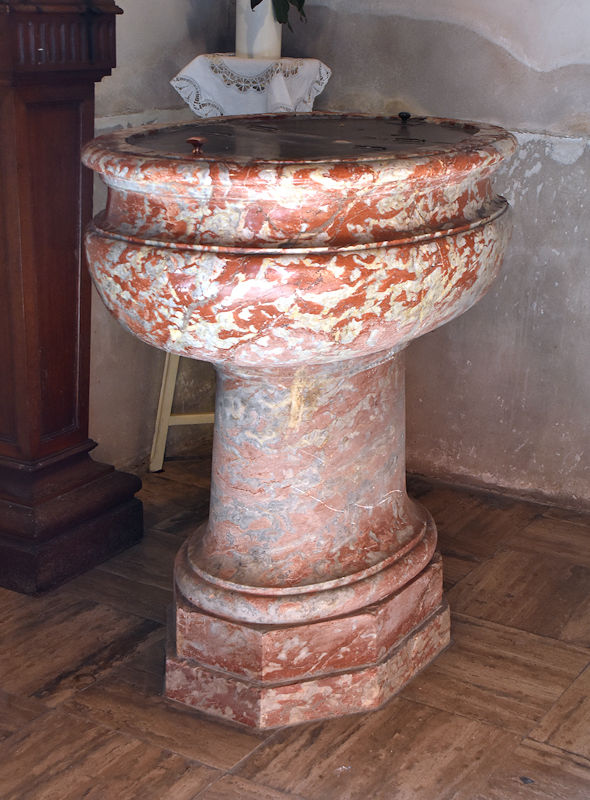
Les fonts baptismaux
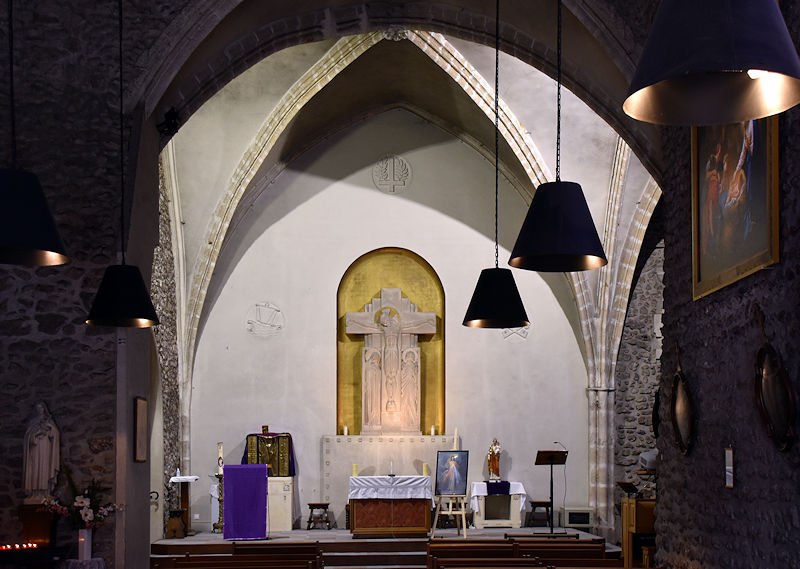
Le chœur